# Joaquim Felício
Joaquim Felício est une municipalité brésilienne de l'État du Minas Gerais et la microrégion de Curvelo.